# Henry Sutherland Edwards
Henry Sutherland Edwards, född den 5 september 1828 i London, död den 21 april 1906, var en brittisk journalist och författare.
Edwards skrev The Russians at Home and the Russians Abroad (1861, ny utgåva 1879) och det polskvänliga arbetet The Polish Captivity (2 band, 1863). Som krigskorrespondent hos Nordtyska förbundet och Kejserliga tyska armén under fransk-tyska kriget 1870-1871 kritiserade han skarpt tyskarna i The Germans in France (1874).